# Peter Madsen (Musiker)

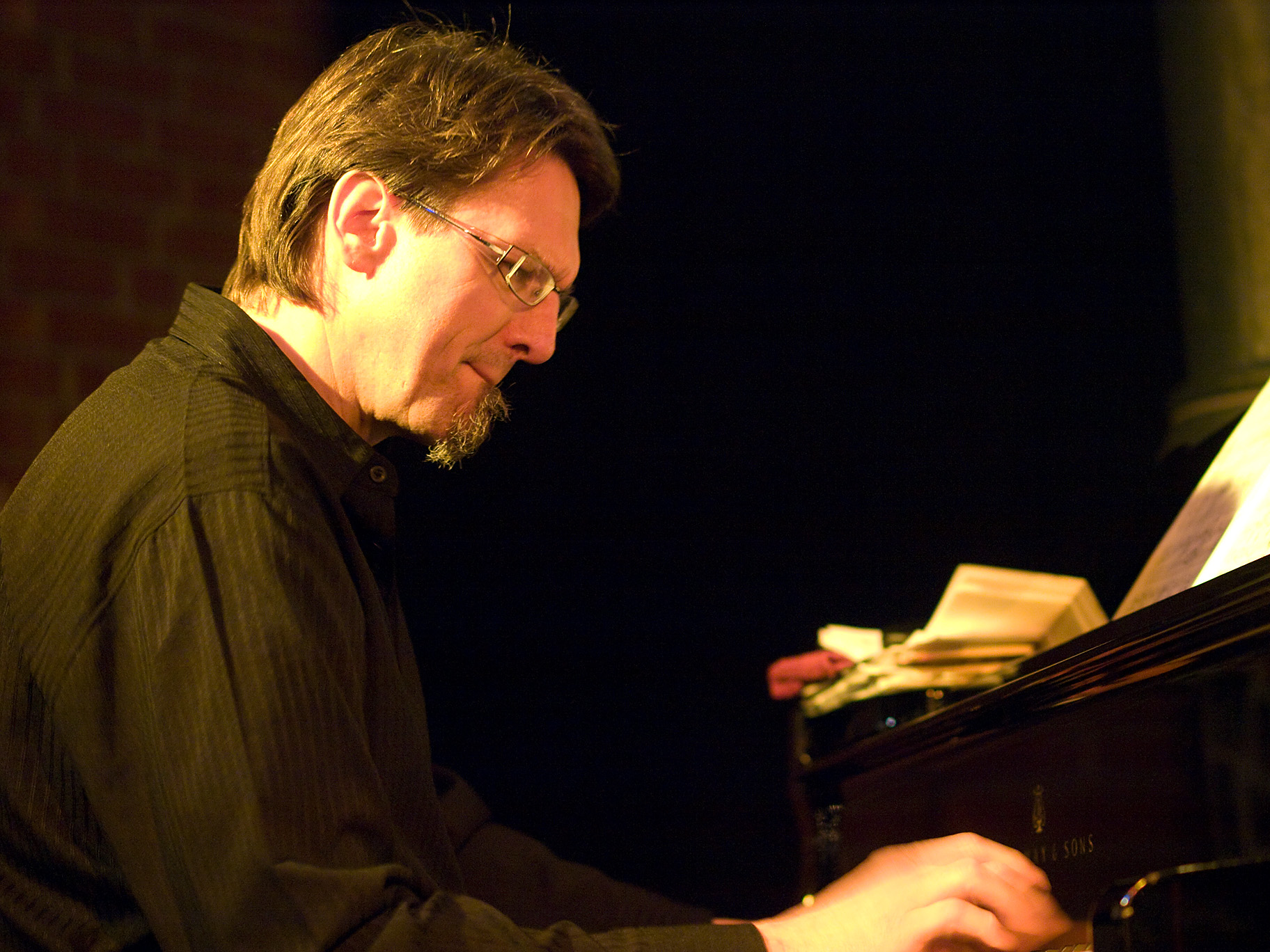
Peter Madsen im Jazzclub Unterfahrt (München 2008)

Peter Madsen (* 19. Juli 1955 in Racine, Wisconsin) ist ein US-amerikanischer Jazz-Pianist.

## Leben
Madsen begann mit 8 Jahren klassisches Klavier zu studieren, zwei Jahre später auch Kontrabass. Im Alter von 13 Jahren wurde sein Interesse für Jazz geweckt. Nach der Highschool besuchte er die Universität von Wisconsin-Eau Claire, an der er die musikpädagogische Ausbildung erfolgreich abschloss. Er zog nach Minneapolis, um sich komplett auf das Jazz-Pianospiel zu konzentrieren.
Zwei Jahre später ging Peter Madsen nach New York City. 1987 bekam er die Chance, mit Stan Getz durch die USA und Europa zu touren. Seither hat Peter Madsen mit vielen verschiedenen Größen der Jazz-Szene zusammengespielt, u. a. mit Mario Pavone (Remembering Thomas, 1999), Stan Getz, Kiyoto Fujiwara, Michael Musillami, Dan Rose oder Matt Wilson.
Er tourt durch die ganze Welt und hat bereits über 120 Alben veröffentlicht und mehr als 500 Kompositionen geschrieben.
Seit einigen Jahren lebt Madsen teils in New York City, teils in Lauterach. Er unterrichtet Meisterklassen und private Studenten (u. a. David Helbock) und gibt Workshops am Jazzseminar in Dornbirn. David Helbock holte ihn in sein Quintett Austrian Syndicate (gleichnamiges Album 2023).
2010 leitete er das Grenzfluss-Worldjazz Festival, mit insgesamt acht Veranstaltungen an verschiedenen Veranstaltungsorten in den Bezirken Perg und Amstetten im ober- und niederösterreichischen Grenzraum.

## Diskografie (Auszüge)
- Carla White/Manny Duran Quintet Andruline (1984; Stash Records)
- Snuggling Snakes (1993; Minor Music), mit Anthony Cox und Lewis Nash
- Three of a Kind (1994; Minor Music), mit Dwayne Dolphin und Bruce Cox
- Mario Pavone: Song for (Septet) (1994)
- Three of a Kind Meets Mr. T (1994; Minor Music), mit Dwayne Dolphin, Bruce Cox, Stanley Turrentine
- Kiyoto and Peter Live in EWN (2000; EWN), zusammen mit Kiyoto Fujiwara
- Utopia (2003; St. Arbogast)
- Mario Pavone Nu Trio / Quintet Orange (2003; Playscape Recordings)
- Mein Vorarlberg (2003; ORF Vorarlberg), mit Texten von Augustin Jagg
- Mario Pavone Quartet Boom (2004; Playscape Recordings)
- Last Flight From Rwanda (2005; Boomslang Records), KDR-Society
- Prevue of Tomorrow (2006; Playscape Recordings), hervorragende Kritik in „The New York Times“
- The Nine Muses (2006; ORF Vorarlberg), mit Herbert Walser
- the litchfield suite (2010; Indys), Peter Madsen Trio (mit Andy McKee, Gerald Cleaver)
- Collective of Improvising Artists Thousand Miles Journey (Boomslang 2010, mit Anton Meusburger, Herbert Walser, Johannes Bär, Aleksandra Lartseva, Bianca Riesner, Norbert Dehmke, Andreas Broger, Alain Wozniak, David Helbock, Dominik Neunteufel, Marc Vogel, Alfred Vogel)
- Erich Tiefenthaler: Flute Jazz Four (2020), mit Patrick Manzecchi und Dietmar Kirchner
- Valie Export, With Peter Madsen: Oh Lord, Don’t Let Them Drop That Atomic Bomb on Me (2023)
- Peter Madsen Trio: Faces of Love (2025), mit Herwig Hammerl,  Martin Grabher